# Вила Сан Пиетро
Вѝла Сан Пиѐтро (на италиански: Villa San Pietro; на сардински: Santu Perdu, Санту Перду) е село и община в Южна Италия, провинция Каляри, автономен регион и остров Сардиния. Разположено е на 37 m надморска височина. Населението на общината е 2010 души (към 2010 г.).